# Lubieszewo Pierwsze
Lubieszewo Pierwsze [pronunciación en polaco: /lubjɛˈʂɛvɔ ˈpjɛrfʂɛ/] es un pueblo en el distrito administrativo de Gmina Nowy Dwór Gdański, dentro del Distrito de Nowy Dwór Gdański, Voivodato de Pomerania, en el norte de Polonia. Se encuentra aproximadamente 10 kilómetros al sudoeste de Nowy Dwór Gdański y 31 kilómetros al sudeste del capital regional, Gdańsk.
El pueblo tiene una población de 120 habitantes.